# Jan Pålsson
Jan Ola Pålsson, tidigare Jan-Ola Öjvind Pålsson, född 11 november 1959 i Västra Skrävlinge församling i Malmöhus län, är en svensk militär.

## Biografi
Pålsson avlade officersexamen vid Krigsskolan 1984 och utnämndes samma år till officer vid Norra skånska regementet. Han befordrades till major 1992 och tjänstgjorde i slutet av 1990-talet vid Högkvarteret. Efter att ha befordrats till överstelöjtnant var han chef för Förbandsledningssektionen i Arméavdelningen i Grundorganisationsledningen i Högkvarteret 2004–2005. Han befordrades till överste, varpå han var chef för svenska insatsen i Afghanistan från november 2006 till maj 2007, chef för Södra skånska regementet 2007–2011[källa behövs] och ledare av Projektgrupp befattningsstruktur och kravsättning (Pg BoK) i Högkvarteret 2011–2012. Åren 2012–2014 var han kommundirektör i Kristianstads kommun. Pålsson återvände till Försvarsmakten 2014 och var chefsutvecklare för armén i Chefsutvecklingsenheten (CUE) i Personalavdelningen i Ledningsstaben i Högkvarteret 2014–2017, tillika chef för CUE 2016–2017, och chef för Militärregion Syd (namnändrad till Södra militärregionen från och med 2019) från och med den 1 januari 2018 till och med den 15 december 2021.